# وير (سنبل أباد)
ویر (بالفارسية: ویر) هي قرية تقع في إيران في قسم سنبل أباد الریفي. يقدر عدد سكانها بـ 2,924 نسمة .